# Dálnice A25 (Rakousko)
Dálnice A25 (německy Autobahn A25 nebo Welser Autobahn) je 20 kilometrů dlouhá rakouská dálnice. Vytváří přímou východo-západní spojnici mezi dálnicí A1 v Haidu a dálnicí A8 u Welsu. Do roku 2003 byla označována jako Linzer Autobahn, tento název byl ale přesunut na plánovanou dálnici A26, která má vytvářet západní obchvat Lince.

## Dálniční křižovatky
- Haid (km 0) – dálnice A1 (E55, E60)
- Wels (km 20) – dálnice A8 (E56, E552)